# Jangela Solidaria
Jangela Solidaria (jangela en euskera significa “comedor”) es un proyecto gestionado por http://medicusmundigipuzkoa.eus (enlace roto disponible en Internet Archive; véase el historial, la primera versión y la última).. Toda la gestión administrativa, así como la gestión de ingresos y transferencias las realiza esta asociación guipuzcoana. El objetivo del proyecto es garantizar la alimentación anual continuada de 500 niños y niñas huérfanas de Wukro (Etiopía) a través de donaciones particulares.
Nació en 2005 con el objetivo de apoyar la labor que Ángel Olaran, misionero de los Padres Blancos, desarrolla en esta zona.

## Historia del proyecto
En 2004, un grupo de personas en Guipúzcoa decidió juntarse para colaborar con la labor de Ángel respecto a la situación de los niños y niñas huérfanas de la zona. Así surgió Jangela Solidaria.
Las niñas y niños a los que se pretende apoyar a través del proyecto han perdido a sus padres y madres, principalmente como consecuencia de la guerra que Etiopía mantuvo con Eritea entre los años 1998 y 2000, así como a consecuencia del SIDA, las sequías, etc.
Se estima que en 2005, Wukro, con una población de 33.000 habitantes, contaba aproximadamente con 1.500 niños y niñas huérfanas que, como tales, se encontraban en una situación de especial vulnerabilidad, sin el cuidado de ninguna persona adulta, viviendo en casas con escaso equipamiento, sin agua entubada o acceso a letrinas. Asimismo, el 90% sufrían malnutrición, contribuyendo a altos índices de morbilidad y mortalidad.
En la mitad de las muertes de niños y niñas esta malnutrición juega un papel determinante; así como en el importante retraso en el desarrollo físico y mental en este colectivo de la población infantil.
Por otra parte, en un mundo donde se producen excedentes de alimentos, que en muchas ocasiones son destruidos por motivos de mercado, es escandaloso y éticamente intolerable que una parte importante de la población pase hambre.
Gracias a Jangela Solidaria, desde 2005 se ha conseguido mejorar la calidad de vida de más de 600 niños y niñas.

## Ángel Olaran
Ángel Olaran (Hernani, 17/05/1938) es misionero de los Padres Blancos, y después de pasar veinte años en Tanzania fue llamado para realizar su labor en Wukro (Etiopía), donde vive desde hace años llevando a cabo actividades de educación, reforestación, sanidad e higiene, ayuda asistencial o microcréditos.
Así, ha fundado en Wukro el Colegio Saint Mary para garantizar la educación de niños y niñas, realiza trabajos y planes de reforestación, sufraga los gastos de limpieza del hospital de Wukro y del centro de salud de la misma ciudad, realiza labores de ayuda asistencial (alimentación, vivienda, medicación etc.) para niños, niñas y personas indigentes, y tiene en marcha un proyecto de microcréditos para financiar pequeños negocios como la compra de gallinas, vacas, hortalizas, venta de alfombras, alimentación, leña, etc. entre la población de la zona.